# X⁴：基石
《X⁴：基石》（英语：X⁴: Foundations）是德国游戏开发商Egosoft开发的一款空间模拟游戏，是X系列游戏的第七作也是系列中的第四部。该游戏于2018年11月发布。
几乎可以控制整个游戏的飞船，无缝加载地图。飞船有四个尺寸的型号，如果加上不可操控的登陆舱，逃生舱和可操控的太空服作为微型飞船则有五个尺寸。

## 追加下载内容
2020 年 3 月 31 日，發佈了 3.0 版補丁和第1個擴展包 X4：Split Vendetta。
2021 年 3 月 16 日，發佈了 4.0 版補丁和第2個擴展包 X4：人類的搖籃。
2022 年 3 月 14 日，發佈了 5.0 版補丁和第3個擴展包 X4：贪婪之潮。
2023 年 4 月 12 日，發佈了 6.0 版補丁和第4個擴展包 X4：王国末路。 
2024 年 6 月 20 日，發佈了 7.0 版補丁和第5個擴展包 X4：时间线。此DLC与前四个DLC仅服务于开放宇宙模式不同，加入了新的名为时间线模式关卡任务和隐藏任务并随着任务的进程与开放宇宙联动。
2025 年 2 月 20 日 ，發佈了 7.5 版補丁和第6個擴展包也是第1個小型擴展包 X4：亥伯龙船包。与之前的DLC不同，仅加入了一艘飞船和新的任务链。